# إينا
إِيلِينَا أَلِكسَندرَا أَبُوستُوليَانُو (16 أكتوبر 1986) المعروفة في الوسط الفني باسم إِينَا (بالرومانية: Inna)‏ وتكتب رسمياً (INNA)، هي مغنية، راقصة وفاعلة خيرية رومانية. ارتقت سنة 2009 إلى سيدة رائدة الشهرة عندما حقق ألبومها الأول «ساخن» نجاحا واسعا على مستوى العالم حيث حقق نسبة مبيعات عالية حول العالم إضافة إلى اختياره كأفضل عشرة ألبومات في كل من التشيك، فرنسا والمملكة المتحدة. تضمن هذا الألبوم أغنية بنفس عنوان الألبوم التي تصدرت إحصائيات الاستماع في جميع أنحاء العالم، وتربعت في 2009 على صدارة مقيم الموسيقى الأمريكي «هوت دانس آيربلاي». علاوة على ذلك، حققت الشهادتين الذهبية والرمادية في كل من إسبانيا، النرويج وإيطاليا. وفازت بجائزة إم تي في أوروبا لأفضل أغنية في رومانيا لسنة 2009. الأغنيتان اللاحقتان لإينا «مدهش» و«رأيته مسبقا» حققتا بدورهما نجاحا واسعا وتصدرتا التقييمات الموسيقية في عدة دول أوروبية. بعد ذلك دخلت الأغنيتان في أفضل 10 أغاني المقدمة من طرف منظمة صناعة الموسيقى الفرنسية وصنفتا ضمن الأغاني الأكثر مبيعا في فرنسا سنة 2010.
الألبوم الثاني لإينا بعنوان «أنا مغنية روك النادي» هو التعاون الثاني بينها وبين ثلاثي الإنتاج الموسيقي بلاي أند وين، حاز جائزة ألبوم العام في رومانيا المقدمة من طرف «روتون». إضافة إلى الشهادة الذهبية في رومانيا وبولندا. أول أغنية منه هي «ارتفعت الشمس» وهو الأنجح في تاريخها حيث حقق 125 ألف نسخة مباعة في فرنسا فقط ومليونا نسخة مباعة حول العالم. بعد ذلك ترشحت الأغنية لثلاث جوائز الموسيقى الرومانية وفازت بجائزة «يورو دانس ويب» لعام 2011. من نفس الألبوم، وعلى حد سواء اشترك كل من فلو رايدا وخوان ماغان في أغنيتي «لحظة واحدة» و«روكر النادي» على التوالي. هذا الأخير حقق المركز الرابع في «لبنان طوب 20» والمركز العشرين كأفضل أغنية فيرومانيا، سلوفاكيا، النمسا وبولندا.
في الألبوم الثالث لها بعنوان «الحفلة لن تنتهي» المُنتَج في 2013 لم تتمكن من الحفاظ على النجاح الواسع لألبوماتها السابقة حيث لم يتخطى الألبوم المراكز العاشر في المكسيك. ومع ذلك حقق بعض النجاح في مناطق أخرى من العالم بسبب مشاركة مغنيين عالميين في بعض أغاني الألبوم أمثال البورتوريكيان دادي يانكي ويانديل. بعد ذلك بدأت إينا في العمل على ألبومها الرابع، الذي كانت «أغنية كولا» أول أغانيه بمشاركة جي بالفين. هذه الأغنية أصبحت الأشهر في أوروبا في فترة إصدار الألبوم وتوجت بالشهادة الرمادية من طرفمنظمة صناعة الفونوغرافية في إسبانيا.
رابع ألبوماتها المسمى باسمها أصدرته عبر صفحتها الرسمية على فيسبوك في 15 سبتمبر 2015. إضافة إلى نسخة معادة من نفس الألبوم بعنوان «الجسم والشمس» موَجه لليابان أُصدر بتاريخ 31 يوليو 2015.
تلقت إينا العديد من الجوائز، من بينها جائزتان مقدمة من طرف إم تي في الموسيقى الأوروبية إضافة إلى 13 جائزة في ثلاث دورات لجوائز إم تي في الموسيقى الرومانية. في مايو 2011، كشف تقرير بأن إينا قد حققت مبيعات مليون تسجيل موسيقي حول العالم، بما فيه 100 ألف ألبوم وأكثر 600 ألف أغنية منفردة في المملكة المتحدة. بنهاية عام 2011، أصبحت إينا أغنى مغنية في رومانيا وشرق أوروبا. حيث وصلت ثروتها لأكثر من 10 ملايين يورو. في مارس 2016، حققت مبيعات أكثر من 4 ملايين نسخة من أول ثلاث ألبومات الاستديو خاصتها.

## حياتها وموهبتها

### 1986–2007: حياتها المبكرة وبداية موهبتها

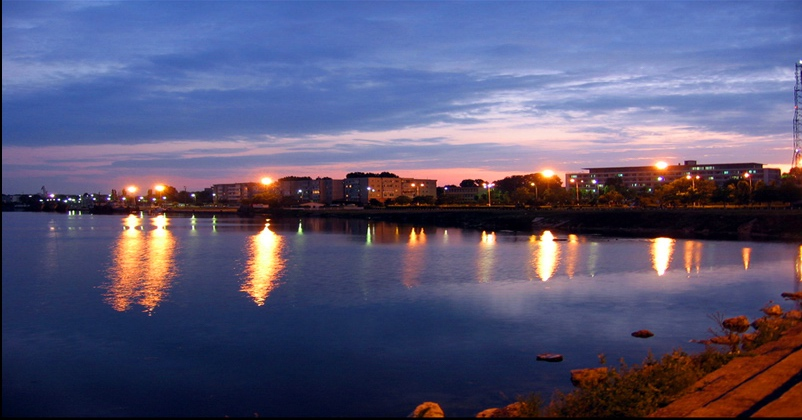
مانغالايا في رومانيا حيث ولدت إينا.

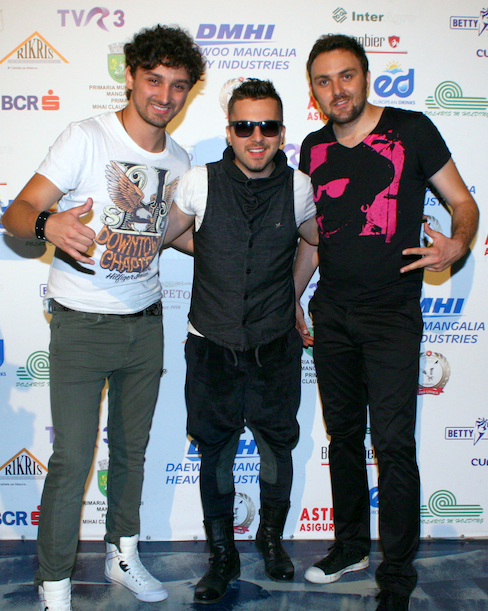
بلاي أند وين المنتجين المتعاملين مع إينا

وُلِدت إيلينا ألكسندرا أبوستوليانو في 16 أكتوبر 1986 بمنتجع نبتون، رومانيا قرب مدينة مانغالايا في البحر الأسود. والدتها وجدتها كانتا كلاهما لهن تجربة متواضعة في الغناء في المناسبات والحفلات المحلية والنوادي الليلية. عندما وصلت سن المراهقة، اهتمت إينا بالعديد من الأنواع الموسيقية كالموسيقى إليكترو واليوروبوب. وداومت الاستماع إلى بيونسيه، سيلين ديون وويتني هيوستن. انتقلت للعيش في مانغالايا بسبب دراستها الثانوية في مدرسة مانغالايا العليا للاقتصاد المسماة آنذاك بثاوية مانغالايا الاقتصادية. بعد تخرجها درست العلوم السياسية في جامعة أوفيديوس بمدينة كونستانتسا. بعدها فشلت إينا في اجتياز تجارب الأداء الخاصة بفرقة إي.إس.آي.إي الغنائية، فاضطرت إلى العمل حيث عملت كمساعدة مبيعات في محل لبيع الخف بنبتون. في 2007 عرضالمنتج وعضو بلاي أند وين الروماني مارسيل بوتيزان على إينا فرصة توقيع عقد من شركة روتون عندما سمعها بالصدفة تغني في السوبرماركت. ومع نهاية نفس العام، وقعت إينا عقدا مع شركة بلاي أند وين وباشرت في تسجيل أول أغنية لها. مباشرة بعد ذلك أخدت مكانا في حفل اليوروفيزيون 2008 لتأدية أول أغنيتين لها من إنتاج بلاي أند وين لكن لم يتم اختيار أي منهما للمرور إلى النهائيات. لكن استمرت الأغنياتان بالظهور في وسائل الإعلام الرومانية وانتشرتا لمدة شهرين. بعد هذا الفشل قرر الثلاثي تغير النوع من البوب إلى الهاوس. هكذا، بدأت إينا في تسجيل أغاني جديدة عينة أغنية «ساخن» و«يمين يسار». وفي مقابلة تلفزيونية معها سُئِلت عن سبب اختيار «إينا» كاسم فني لها، فأجابت بأن جدتها كان تناديها بهذا الاسم فاختارت هذا الاسم اختصارا لاسمها الأصلي «إلينا».

### 2008–10: فترة ألبوم «ساخن»
أول أغنية لإينا ساخن أُنتِجت بواسطة ثلاثي بلاي أند وين وبُعِثت لمحطة راديو رومانيا في 12 نوفمبر 2008. اختيرت في المركز الثامن رومانيا طوب 100 في خريف 2008. لاحقا حققت نجاحا ملحوظا في منطقة دول البلقان، أوروبا والشرق الأوسط. بهذا النجاح أصبحت إينا الأكثر طلبا للغناء في العديد من النوادي الرومانية. في وقت مبكر من 2009، دخلتساخن كل من الاتحاد الإسباني للصناعة الفونوغرافية واتحاد شركات التسجيلات المجرية، وبُثت على تلفزيون وإذاعة كل من بولندا، أوكرانيا وتركيا. كما حصدت شهادة بلاتينيوم من طرف إسبانيا بعد تحقيقها مبيعات قُدِرت بـ40 ألف نسخة في إسبانيا. مع بداية 2010، وصلت إلى ذروة النجاح الساحق بتصدرها تقييم مجلة بيلبورد للموسيقى. على حد سواء ومناصفة مع الأمريكيةكيشا، أصبحتا معا أول مغنية تحقق صدارة تقييم المجلة من أول أغنية.
أغنية «حب» هي ثاني أغاني إينا لهذا الألبوم، أُصدِرت بتاريخ 12 مارس 2009 واختيرت في المركز الرابع ضمن تصنيفرومانيا طوب 100 للأغاني في أبريل 2009، متفوقا على جميع إصداراته السابقة. من خلال هذه الأغنية، تلقت إينا أول ترشيح في تاريخها لجائزة راديو إيسكا المقامة في بولندا. بعد فشلها في التتويج بالجائزة وقعت عقدا مع شركة الإنتاج الأمريكية أولترا ميوزيك في 15 أبريل 2009. وبتاريخ 12 مايو 2009، تلقت إينا أربع ترشيحات في جوائز الموسيقى الرومانية في كل من تصنيفات الموهبة الصاعدة، دانس، أفضل عرض وأفضل عابر حدود. وفازت بجميع الجوائز الأربعة في حفل أُقيم بمدينةكرايوفا في 6 يونيو 2009. مع نهاية مايو 2009، وفي مقابلة تلفزيونية مع القناة الأولى الرومانية، صرحت إينا عن ألبومها الأول الذي أسمته على اسمأول أغنية منه.

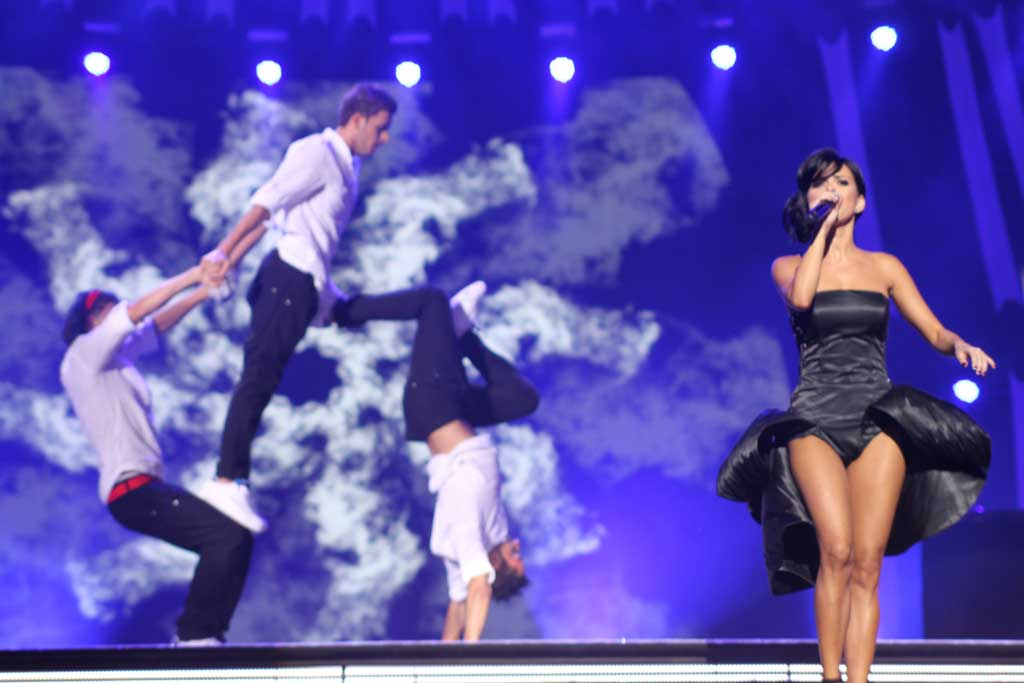
إينا في مهرجان سوبوت الدولي للموسيقى في أغسطس 2009.

في ربيع 2009، تعاونت إينا مع المنتج والدي جي الروماني بوب تايلور في أغنية رأيته مسبقا. حيث غيرت إينا اسمها المستعار في هذه الأغنية إلى آني (بالإنجليزية: Anni)‏. وبعد اختيارها ضمن أفضل عشرة في رومانيا، أكدت إينا أنها صاحبة الأغنية. لاحقا، أصبحت الأغنية الأوسع في مولدوفا، بلغاريا، روسيا وهنغاريا وحقق 15,400 نسخة مباعة في فرنسا. بنهاية شهر يونيو، فازت إينا بجائزة لجنة التحكيم الخاصة عن أغنيتها حب  في حفل توزيع جوائز أفضل الموسيقى الرومانية. في نوفمبر 2009، «رأيته مسبقا» دخلت في تقييم أفضل 100 أغنية في هولندا حيث حققت المركز السابع والعشرين في بداية التقييم ثم إلى المركز التاسع بنهاية شهر يناير 2010. أما في بلجيكا، فقد اختيرت ضمن أفضل عشرة وأفضل عشرين أغنية في تقييم بلجيكي، إضافة إلى أفضل عشرة في فرنسا وأفضل أربعين أغنية منفردة في المملكة المتحدة.
أصدرت إينا رابع أغاني ألبومها الأول في 6 أغسطس 2009 بعنوان مدهش. تولى كتابة الأغنية الثلاثي بلاي أند وين من أجل المغنية الرومانية أنكا بايدو، لكن هذه الأخيرة طلبت من إينا أداء هذه الأغنية وأعطتها إياها. لكن بعد إصدار إينا للأغنية اتهمت أنكا بايدو الثلاثي بلاي أند وين بسرقة الأغنية منها. وقد وضح المنتج رادو بولفويا عضو بلاي أند وين أن الشركة اختارت إينا لتسجيل نسخة معادة من الأغنية بسبب فشل نسخة بايدو. مستقبلا، «مدهش» إضافة إلى أغنتها الجديدة «سقوط ديغي» أصبحتا الأنجح في بلدها الأم متصدرة بذلك أفضل 100 أغنية رومانية. في حفل إم تي في إيمي 2009 المقام في برلين تلقت إينا جائزة أفضل مغنية رومانية. حيث لُقِبت آنذاك بسيدة العام خلال جائزة الموهبة الصاعدة.
خامس أغاني إينا خلال ألبومها الأول هي أغنية «10 دقائق» التي بُعِثت إلى راديو رومانيا الوطني في 23 يونيو 2010. وصُنِفت في المركز الثامن في بلدها، لكنها أُبعدت من تصنيفات موسيقية في بلغاريا وروسيا. في فرنسا اختيرت في المركز الثامن وبذلك تكون هذه الأغنية خامس عمل لإينا يدخل ضمن أفضل 10 أغاني في فرنسا. كما صورت الأغنية على شكل فيديو من إخراج البريطاني بول بويد فيلندن. وقد حققت الأغنية الشهادة الرمادية في فرنسا والذهبية في كل من رومانيا وهولندا. عرف الألبوم الأول نسخة معادة موجة نحو فرنسا وإسبانيا، مع تعديل اسم الفرنسي إلى «ساخن جدا».

### 2011–12: فترة ألبوم «أنا مغنية روك النادي»

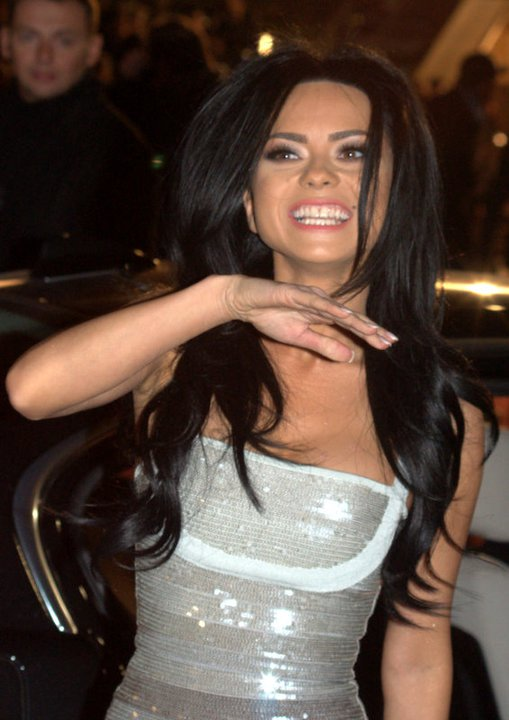
إينا في حفل توزيع جوائز راديو إن جي آر بكان، فرنسا سنة 2011.

في حفل توزيع جوائز إم تي في الموسيقى الرومانية، تلقت إينا كل من جائزة أفضل سيدة، أفضل ألبوم، أفضل عرض، أفضل موقع ويب وأفضل مغني عالمي. لاحقا وفي نفس العام، قدمت أغنيتها الجديدة بعنوان «ارتفعت الشمش». حيث أُرسلت إلى راديو رومانيا الوطني في يونيو 2010. وسرعان ما انتشرت في بلدها الأم حيث حقق المركز الثاني في تقييم رومانيا طوب 100 في نوفمبر 2010. والمركز الأول في بلغاريا وسويسرا. ودخلت أفضل عشرة أغاني في كل من فرنسا، رومانيا، روسيا والمملكة المتحدة. كما ظفرت بالشهادة الذهبية من طرف إيطاليا وسويسرا.
تم تصوير الأغنية في ماربيا الإسبانية في 24 أغسطس 2010 من إخراج أليكس هيرون ونشر الكليب في 30 سبتمبر 2010 على موقع إينا الرسمي. وعليه استطاعت إينا الفوز للمرة الثانية خلال جوائز الموسيقى الرومانية 2010 كأفضل مغنية رومانية للعام. وترشحت كواحدة من أصل خمس مغنيين يتنافسون على جائزة أفضل مغني أوروبي 2010، لكنها خسرت المنافسة لصالح الإيطالي ماركو مينغوني. في ديسمبر 2010، تُوِجت بجائزة من طرف جوائز العشرة الرومانية. ارتفعت الشمس تلقت جائزة من طرف موقع اليورو دانس ويب سنة 2010، كما ترشحت أيضا لنيل جائزة أفضل مغني عالمي من طرف راديو إن جي آر لكنها خسرتها لصالح بيبر.
أصدرت إينا ثاني ألبومات الاستديو خاصتها بعنوان «أنا مغنية روك النادي» في 26 أغسطس 2011، وشمل كل من الأغاني «ارتفعت الشمس»، «لحظة واحدة» و«روكر النادي»، إضافة إلى أغاني ترويجية سابقة كـ«فتاة القمر» و«السيدة». هذا الألبوم دخل كأفضل عشرين ألبوم في التشيك وبلجيكا. إضافة إلى اختياره كأفضل عشرين ألبوم في فرنسا. وغدوه الأفضل في بولندا، حيث حقق الشهادة الذهبية بعد ثلاث أسابيع فقط من إصداره. في أواخر يناير 2011، ترشحت إينا بفضله لجائزة سيدة النجاح للمرة الثانية في مشوارها، لكنها فشلت مجددا في الظفر باللقب واكتفت بالمركز الثالث. مع نهاية العام 2011، قامت بأول جولة لها في كل من فرنسا، إسبانيا، ألمانيا، تركيا، لبنان، المغرب ورومانيا. حيث حققت جولتها في باريس ما يقارب 250 ألف دولار. وفي 2011، قامت بجولة قصيرة في الولايات المتحدة مع ويليام عضو ذا بلاك آيد بيز آنذاك، ولاقت استحسان منتجي الموسيقى الأمريكيين.
صدر ثاني أغاني الألبوم في 17 مايو 2011 خلال حفل مباشر لإينا في رومانيا الذي أطلقت عليه اسم «روكر النادي»، وعلى غرار الأغنية الأولى لم تنجح هذه الأغنية من الدخول في تقييم أفضل عشرة أغاني في كل من فرنسا ورومانيا. مع نجاح متواضع في سلوفاكيا وبولندا. بسبب ذلك فشلت إينا كسب أربع ترشيحات تلقتها خلال جوئز راديو رومانيا في كل من تصنيفات «مغنية العام»، «أفضل أغنية دانس »، «ألبوم العام» و«أفضل أغنية بوب/دانس ». إضافة إلى ترشيحين «أفضل مغنية» و«أفضل أغنية رومانية» خلال جوائز البلقان للموسيقى. مع أواخر 2014، اتجه المغني الإسباني روبيرت راميريز للقضاء الروماني متهما إينا بسرقة لحن أغنيته «دقيقة حياة» وطالب بتعويض قدره 271 ألف يورو. فيما بعد أكد القضاء أن أغنية إينا خالية من أية سرقة فكرية.
«لحظة واحدة» ثالث أغاني الألبوم اشتركت فيه إينا مع الإسباني خوان ماغان، أصبح الأوسع استماعا فيسلوفاكيا حيت احرز المركز الرابع في تقييم إحصائات الإستماع. الأغنية التالية من الألبوم هي «اللانهاية» وهي الأنجح للألبوم في رومانيا بتحقيقها المركز الخامس في رومانيا طوب 100. خامس أغاني الألبوم هي «وأو» الصادرة في 6 أبريل 2012 على شكل فيديو كليب من إخراج إدوارد أنينارو في بوخاريست. «وأو» سرعان ما صعدت سلم رومانيا توب 100 لتستقر في المركز العاشر في 10 يونيو 2012. قُبيْل إصدار «وأو»، عُرض على إينا التمثيل في فيلم فرنسي لكنها رفضت العرض بسبب دورها الذي يحتم عليها الظهور عارية.
في مقابلة تلفزيونية لإينا خلال العيد الوطني الروماني، صرحت إينا بأنها تستعد للقيام بجولة موسيقية في الولايات المتحدة خلال النصف الأول من سنة 2012، حيث ستفرج عن ألبومها الثالث. هذه الجولة بدأت في بلغراد بصربيافي 9 يناير 2012. حيت أتيحت لها فرصة للغناء مع البرازيلي ميشال تيلو. لاحقا عرض التلفزيون الرسمي الروماني على إينا أن تمثل بلدها خلال مسابقة يوروفيجن للأغاني 2012 لكنها ادطرت لرفض العرض بسبب انشغالها في التحضير لجولتها. ومع شهر فبراير 2012 وصل مجموع عدد المشاهدات على قناتها فييوتيوب إلى مليار مشاهدة.

### 2012–13: فترة ألبوم «الحفلة لن تنتهي»
مباشرة بعد إصدارها آخر أغاني الألبوم الثاني باسم «وأو»، أصدرت إينا أغنية «جذاب» التي صرحت إينا بأنها مهداة لجمهورها في المكسيك. وتعتبر هذه الأغنية أول تجربة لإينا في كتابة الأغاني. ومع انقضاء النصف الأول من العام 2014، نشرت إينا على قناتها الرسمية على يوتيوب فيديوهات كلمات لكل من الأغاني «أوكي»، «حسنا» و«هندية». وهم أغاني الألبوم القادم كما صرحت إينا، إضافة إلى فيديو أغنية «جذاب » الذي حقق مركزا متواضعا.
بعدها أصدرت أغنية «البريء المجنون المثير » باللغة الرومانية الذي لم يلبث أن خطف الأضواء في الإعلام الروماني محتلا المركز الخامس في تقييم راديو رومانيا للموسيقى.
أغنية «هندية» من إنتاج بلاي أند وين الصادرة في 5 أغسطس 2012، عرفت تذبذبا في مدى نجاحها حتى استقرت في المركز التاسع في رومانيا. مع نهاية أكتوبر صدر فيديو كلمات لأغنية «أعشق» الذي عرف خروج إينا عن المعتاد حيث ظهرت فيه إينا ببكيني قطعة واحدة. وفي 11 نوفمبر 2012 اختيرت إينا لتكون ضمن لائحة المغنيين خلال ليلة رأس السنة الميلادية في ميدان حلبة السباق بدبي
نشرت إينا على حسابها على تويتر بأن ألبومها الحالي سيكون بعنوان «أنا مغنية روك النادي»، وستقدم مستقبلا أربع أغاني جديدة منه وهم: «عالم الحب»، «في عينيك»، «سيدتي أنتي الحب» و«أكثر من أصدقاء». مستقبلا جميع الأغاني تم إصدارها قبل إصدار الألبوم في 18 يناير 2013، مع نسختين من أغنية «أكثر من أصدقاء» على قناتها على يوتيوب. الأولى بالاشتراك مع الرابر دادي يانكي حيث حققت نجاحا واسعا في أوروبا وخاصة في بولندا كرقم واحد هناك، الخامس في سلوفاكيا والسابع في إسبانيا. إضافة إلى دخولها في تصنيف أفضل 100 أغنية في رومانيا، فنلندا، إيطاليا وفرنسا.
في مارس 2013 اشتركت إينا مع المولدوفية «كارلاز دريمس» في أغنية «أنا لا أجلب اللعنة» وحققت المركز الثالث في رومانيا، ثم أصدرت أغنية «كن حبيبي» التي صدرت كفيديو كليب في 13 يوليو 2013. لكنها فشلت في تحقيق النجاح المنتظر باستثناء بلجيكا وبولندا.
«في عينيك» هو ثالت أسطوانة مطولة لإينا ينشر على قناة إينا على يوتيوب، والمقدم بمسابة عيد ميلاد إينا السابع والعشرين. وقد حقق نتائج متوسطة بين أفضل 40 أغنية في إسبانيا ونظيرها في بولندا ثم في 2014 استضافها بيتبول في أسطوانته المطولة «كل الأفكار».

### 2014–15: فترة ألبوم «إينا»

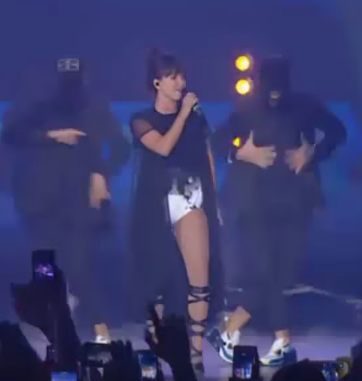
إينا خلال حفل توزيع جوائز فيفا المذنب في هنغاريا سنة 2014.

أغنية «كولا» هي أول أغاني ألبوم إينا الرابع الذي أسمته على اسمها الفني، صدرت بتاريخ 14 أبريل 2014 وهي عمل مشترك مع الكولومبي جي بالفين. وقد صرحت إينا بأن العمل مع جي بالفين هو الأفضل لها كما أنها تستمتع كثير بسماع هذه الأغنية كلما سافرت نحو أمريكا الجنوبية. «أغنية كولا» عرفت انتشارا واسعا في أوروبا حيت تصدر طوب 20 في كل من بولندا، أوكرانيا، بلغاريا، سلوفاكيا وفلندا. إضافة إلى حلولها في المركز الثامن في برودوكوتوريس دي ميوزيكا دي إسبانيا والمركز السابع والسبعين في جي إف كاي إنترتاينمنت تشارتس. كما تُوِجت بالشهادة الرمادية من طرف إسبانيا للصناعة الفونوغرافية بعد تحقيقها 40 ألف نسخة مُباعة في إسبانيا. لاحقا، تم اختيار الأغنية للظهور في الفيلم الأمريكيالجاسوس. بعدها عرضت مغني الراب الروماني على إينا عمل مشترك خلال أغنية «ساحرة» حيث ظهر فيديو الأغنية للنور في 27 يونيو 2014.
ثم للمرة الثانية في نفس العام قدمت إينا عملا مشتركا مع «كارلاز دريمس»، «دارا» و«أنطونيا» بعنوان «ما قد يأتي»، إضافة إلى عمل مشترك ثالث مع «أندرياس شورلر» بعنوان «بينياتا 2014».
أغنية الألبوم الثانية هي «وقت جيد » التي استعملت فيها لأول مرة فيديو كلمات الصادر في 2 يوليو 2014. الأغنية بمشاركة الرابر الأمريكي بيتبول، حققت نجاحا في بلجيكا كما اختيرت هي الأخرى للظهور في فيلم «طبقة الصوت المثالية 2». والمسلسل التلفزيوني شابة وجائعة.
في 14 ديسمبر 2014، قررت إينا إصدار أسطوانة مطولة باسم «أيام الصيف» وشملت ستة أغاني وهي «خدني إلى أعلى»، «ضعيف»، «جنة الشيطان»، «أخبرني»، «الجسم والشمس»، و«أيام الصيف». بعدها صرحت بأنها ستصدر ألبوم الاستديو خاصتها باسم «لاتينية» (بالإنجليزية: LatINNA)‏، بسبب شهرتها التي وصلت الدول اللاتينية بعد إصدارها عدد من الأغاني بلغتهم. لكن الألبوم لم يكتب له الخروج للنور، فتقرر إلغاؤه للأسطوانة المطولة مع تحويل جميع الأغاني المبرمجة للظهور في الأسطوانة إلى تراكليست بنفس عنوان الألبوم.
ثالث أغنية الألبوم هي «سقوط ديغي»، أُصدِرت على شكل فيديو كلمات في 25 نوفمبر 2015 على قناة إينا الرسمية على يوتيوب. وعلى شكل فيديو كليب رسميا في 3 ديسمبر 2014. حيث أصبح من أنجح الفيديوهات في رومانيا محققا بذلك المركز الأول حسب استطلاع القناة الرومانية الوطنية اعتبارا من 9 فبراير 2015 وبقي كذلك لعدة أسابيع. إضافة إلى تصدر الأغنية استطلاع للإذاعة الرومانية في فاتح مارس 2015 وتربعها لستة أسابيع مقبلة على الصدارة. كما تحصلت على جائزة «أفضل أغنية دانس» خلال حفل توزيع الجوائز الإعلامية للموسيقى المقام في سيبيو برومانيا في 3 سبتمبر 2015.
اشتركت إينا في ديسمبر 2014 مع الفرقة الرومانية «موراندي» في أغنية «الصيف في ديسمبر»، لكنها لم تحقق النجاح المطلوب. ثم اشتركت مع فرقة «ثري سود إيست» في أغنية بعنوان «يمكنك البقاء» الصادرة في 15 أبريل 2015 ولم يكتب لها النجاح المطلوب أيضا.
قبل ذلك كانت إينا قد نشرت على قناتها الرسمية على يوتيوب عينة موسيقية عن أغنيتها القادمة «نحن نريد» بتاريخ 14 أكتوبر 2014، هذه الأغنية أيضا عمل مشترك بينها وبين الرابر البورتوريكي دادي يانكي بعد أن تخلت عنها المغنية ألكسندرا ستان. وحققت نتائج متوسطة بين الدول الأوروبية حيث لم تتعد المركز السادس الستين في رومانيا، والثاني والسبعين في التشيك واليابان. أما في سلوفاكيا فقد وصلت للمركز الثالث والعشرين ومثله في إسبانيا.
صرحت إينا في 7 يوليو 2015 بأنها ستصدر نسخة معادة من ألبومها الرابع بعنوان «الجسم والشمس» مُوَجه نحو اليابان وأُصدِر فعليا في 31 يوليو 2015. كما أُصدِر لباقي أنحاء العالم في 30 أكتوبر 2015، إضافة إلى شريط مطول بعنوان «بوب بوب » يشمل جميع أغاني الألبوم صدر مُسبقا في في 13 يوليو 2015 وهو بمشاركة الأمريكي إريك ترنر. حيث حقق المركز الثاني في تصنيف راديو رومانيا للأشرطة المطولة.
الأغنية المقبلة من الألبوم الرابع هي أغنية «يلا» التي أُصدِرت كفيديو كليب من إخراج «باركا نيميثي» والمُصور بمدينة مراكش المغربية، وقد احتوت الأغنية على كلمات من اللغة العربية. الفيديو رُفِع على قناة إينا على يوتيوب في 12 نوفمبر 2015، وحقق نجاحا لافتا حيث وصل للمركز التاسع كأفضل مركز في مجموع التقييمات التي دخلها في كل من رومانيا، تركيا، بولندا وبلغاريا كما في تطبيقي «شازام» و«آي تيونز».
آخر أغاني الألبوم هي «الموعد» (بالفرنسية: Rendez Vous)‏ الصادرة في 4 فبراير 2016 التي صادفت وصول قناتها على يوتيوب إلى مليار متابع. وعرفت نجاحا متواضعا في بولندا ورومانيا.

### 2015–الآن: «نيرفانا»
صدر أول أغاني ألبوم إينا الجديد بعنوان «نيرفانا» في 7 يونيو 2016 بعنوان «الجنة» حيث لم يلبث أن أصبح الأنجح لها في منطقة البلقان. «الجنة» من إنتاج النرويجي «أندرياس شورلر» الشهير ب«أكسيدنت»، وحققت لحد الآن أكثر من 25 مليون مشاهدة على يوتيوب.
إينا صرحت في مقابلة تلفزيونية أنها تُحضِّر لإطلاق أغنيتين جديدتين: بعنوان «عبر عنه بجسمك» و«جيمي جيمي». هذا الأخير سيكون بإيقاع موسيقى هندية وسيُصور في كولومبيا، ضمن ألبومها الجديد «نيرفانا» الذي أصدر في 11 ديسمبر 2017. والذي حمل لحد الآن 5 أغاني وهي «الجنة» (2016)، «جيمي جيمي»، «روليتا» و«نيرفانا» (2017)، «مي غوستا» (2018). حيث حققوا نجاحا في كل من رومانيا وتركيا.

## حياتها الشخصية

### الأعمال الخيرية
تُعتبر إينا من النشطاء المهتمين بقضايا حقوق الطفل حيث ترشحت لتكون سفيرة الأمم المتحدة الخاصة باليونيسيف. وفي أواخر نوفمبر 2011 انخرطت إينا في جمعية مناهضة للعنف الأسري حماية للمرأة من أي تعسف عائلي، كما وقعت عريضة رسمية قدمتها للحكومة الرومانية بإنشاء مشروع قانون يدين كل من ثبُتت عليه جريمة العنف الأسري واعتباره كخارج عن القانون. في العام 2015 كانت إينا واحدة من المغنيين المشاركين في الحفل الخيري تيليثون الذي يقام سنوِيا في كاتالونيا منذ 1992، حيث أدت أغنية باللغة الكتالونية.
مع بداية 2016 شاركت إينا خلال برنامج تحسيسي على قناة كرتون نتورك رومانيا ضد التنمر. كما تُعتبر إينا من الرومانيين المطالبين بحقوق المثليين، حيث وقعت مع مجموعة من الشخصيات الرومانية الأخرى على رسالة رسمية موجهة إلى كنيسة رومانية أرثوذكسية الرومانية معبرين فيها عن دعمهم للمثلية في رومانيا، لكنها تعرضت لاتقاد شديد من مختلف الهيئات الحقوقية في رومانيا والعالم.

### التأثرات الموسيقية

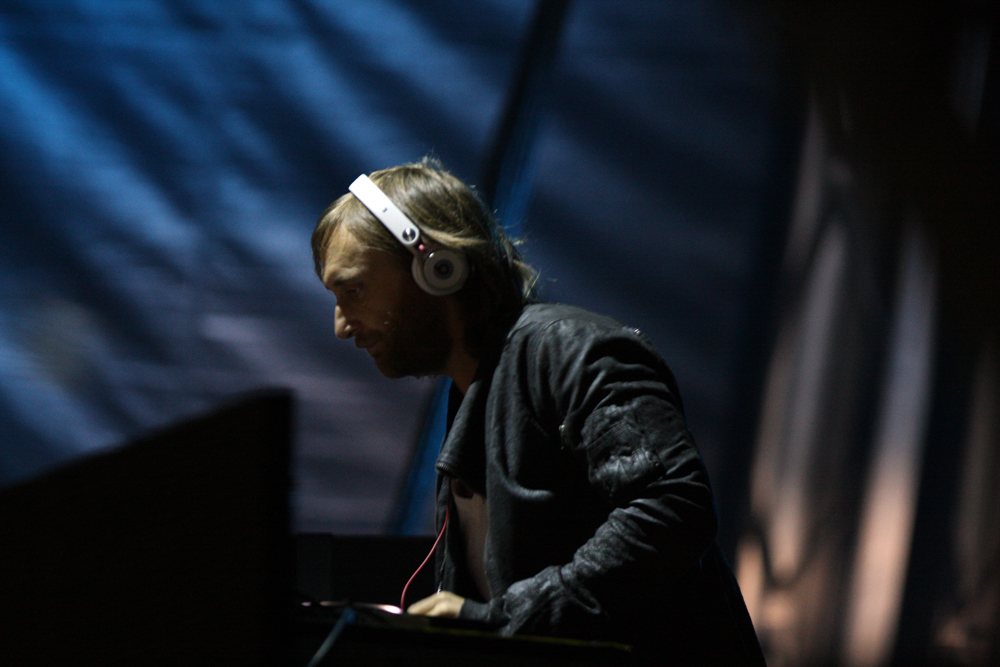
إينا اعترفت بأن دافيد غيتا واحد من مصادر إلهامها

في سن المراهقة وبالاشتراك مع فرقة بوب روك حاولت إينا تقليد كل من شاكيرا، ريانا، بريتني سبيرز وليدي غاغا لكنها لم تحقق نجاحا كبير. أول تسجيلاتها في الأغاني القصصية هي أغنيتا «وداعا» و«آسف» إضافة إلى واحدة باللغة الرومانية بعنوان «أُوار» ((بالعربية)) إلا أنه لم يفرج عنهم حتى وقت لاحق بعد نجاح ألبوماتها.
بعد اجتماع لأعضاء شركة بلاي أند وين للإنتاج المويسيقي، تغير أسلوبها الموسيقي بشكل جذري، حيث أصبحت أغاني النوادي أكثر تسجيلاتها شيوعا. في ألبومها الثاني عرف زيادة واضحة فيإلكترو أمبينت مقارنة مع الألبوم الأول، كما ظهر في أغنيةاللانهاية. أما في أغنية «لحظة واحدة» فكانت أول تجربة لها في موسيقى آر ن بي. أما أغنية «يمكنك الذهاب » فقد طغت عليها البوب الكلاسيكي. وفي مقابلة مع راديو روماني اعترفت إينا بأن كل من دافيد غيتا، كيلي رولاند وكايلي مينوغ إضفة إلى فرقتي سويدش هاوس مافياوذا بلاك آيد بيز والإنجليزية جيسي جي لاحقا هم مصادر إلهامها، كما أنها تحب الاستماع لكل منبيونسيه، ليدي غاغا وشير التي تعتبرها قدوتها في الغناء. كما اعتبرت في مقابلة تلفزيونية أن الراحلة مادالينا مانولي هي أيقونة الموسيقى الرومانية. وقالت بأنها تود أن تحصل على فرصة للقاء بينكوشاكيرا وفي الأخير صرحت بأنها من متابعي دادي يانكي، أفروجاك، أفيتشي وتاليا.

## ديسكوغرافيا
أصدرت إينا أربع ألبومات وهم «ساخن»، «مغنية روك النادي»، «الحفلة لن تنتهي» و«إينا» فيما لا يزال الألبوم الخامس قيد العمل حيث لم يصدر من سوى أول أغاني بعنوان «الجنة». كما تملك إينا 24 أغنية منفردة و10 أغاني مشتركة وساهمت في16 أغنية ترويجية مختلفة.
- ساخن 2009 (بالإنجليزية: Hot)‏
- أنا مغنية روك النادي 2011 (بالإنجليزية: I Am the Club Rocker)‏
- الحفلة لن تنتهي 2013 (بالإنجليزية: Party Never Ends)‏
- إينا (ألبوم) 2015 (بالإنجليزية: INNA)‏
- نيرفانا 2017 (بالإنجليزية: Nirvana)‏
- يو 2019 (بالإسبانية: Yo)‏
- محطم القلب 2020 (بالإنجليزية: Heartbreaker)‏
- مشاكل الشامبانيا 2022 (بالإنجليزية: Champagne Problems)‏
- ارقص و حسب 2023 (بالإنجليزية: Just Dance)‏

## الجوائز والترشيحات
تلقت إينا 37 جائزة موسيقية و67 ترشيح منذ بداية حياتها الفنية من خلال ألبوم «ساخن» في 2008. من أهم هذه الجوائز،جائزة إم تي في الموسيقى الأوروبية المعروفة عالميا بجوائز إم تي في إيمي حيث حققت 3 جوائز كأفضل مغنية رومانية سنوات 2009، 2010 وأخيرا 2015.

## الجولات
قامت إينا بخمس جولات في تاريخها الفني:
- جولة إينا في الحفل 2011
- إينا مباشرة من مجمع أرينيل رومانيا 2011
- جولة ألبوم أنا مغنية روك النادي 2012
- جولة ألبوم الحفلة لن تنتهي 2013
- جولة إينا 2016